# (32155) 2000 MN
2000 MN (asteroide 32155) é um asteroide da cintura principal. Possui uma excentricidade de 0.18406890 e uma inclinação de 4.40514º.
Este asteroide foi descoberto no dia 22 de junho de 2000 por Spacewatch em Kitt Peak.